# Еллісон-Бей (Вісконсин)
Еллісон-Бей (англ. Ellison Bay) — переписна місцевість (CDP) в США, в окрузі Дор штату Вісконсин. Населення — 249 осіб (2020).

## Географія
Еллісон-Бей розташований за координатами 45°15′19″ пн. ш. 87°4′22″ зх. д. / 45.25528° пн. ш. 87.07278° зх. д. (45.255255, -87.072865).  За даними Бюро перепису населення США в 2010 році переписна місцевість мала площу 6,89 км², уся площа — суходіл.

## Демографія
Згідно з переписом 2010 року, у переписній місцевості мешкало 165 осіб у 87 домогосподарствах у складі 58 родин. Густота населення становила 24 особи/км².  Було 321 помешкання (47/км²).
Расовий склад населення:
| - 98,2 % — білих - 1,2 % — азіатів - 0,6 % — чорних або афроамериканців |

До двох чи більше рас належало 0,0 %. Частка іспаномовних становила 1,8 % від усіх жителів.
За віковим діапазоном населення розподілялося таким чином: 5,5 % — особи молодші 18 років, 55,7 % — особи у віці 18—64 років, 38,8 % — особи у віці 65 років та старші. Медіана віку мешканця становила 60,4 року. На 100 осіб жіночої статі у переписній місцевості припадало 94,1 чоловіків;  на 100 жінок у віці від 18 років та старших — 95,0 чоловіків також старших 18 років.
Середній дохід на одне домашнє господарство  становив 77 528 доларів США (медіана — 49 750), а середній дохід на одну сім'ю — 83 844 долари (медіана — 51 875). За межею бідності перебувало 27,0 % осіб, у тому числі 100,0 % дітей у віці до 18 років та 17,7 % осіб у віці 65 років та старших.
Цивільне працевлаштоване населення становило 88 осіб. Основні галузі зайнятості: мистецтво, розваги та відпочинок — 28,4 %, освіта, охорона здоров'я та соціальна допомога — 26,1 %, будівництво — 19,3 %.